# 떡박물관
떡박물관은 대한민국 서울특별시에 있는 한국전통음식연구소에서 운영하는 사립박물관이다. 한식 연구가로 알려진 윤숙자 한국전통음식연구소 소장이 설립하였으며 박물관의 설립 목적을 '도시인들과 자라나는 세대 및 외국인에게 사라져 가는 부엌살림 및 떡 기물과 음식들을 통해 과거 한국인들의 슬기로웠던 삶의 모습과 숨결을 느낄 수 있는 체험의 공간이자 산교육의 공간'으로 설정하고 있다.
2002년 떡·부엌살림박물관으로 개관하였으며, 2008년 떡박물관으로 관명을 변경하였다.

## 전시관람 및 체험교육
- 관람시간 : 월요일 ~ 토요일 10:00 ~ 18:00 (17:30까지 입장 완료)
- 입장료 : 성인 3,000원 / 36개월 ~ 19세 미만 2,000원 / 36개월 미만 유아, 65세 이상 어르신 무료
- 박물관 : 2층 상설전시 , 3층 특별전시
- 휴관일 : 일요일 / 설날 / 추석
- 단체관람 :  전시 해설이 함께하는 관람, 30분~40분 소요, 20인 이상 예약 시 학예사 또는 교육사가 동행함
- 체험교육

- 개인체험 : 월요일~토요일 박물관 일정에 따라 사전 안내
- 단체체험 : 월요일~토요일 10시, 14시(시간 조율 가능), 박물관 체험은 20명 이상 신청, 찾아가는 박물관 체험은 50명 이상 신청 시 가능
- 체험내용 : 전시 관람과 떡 만들기 체험
- 체험금액 : 떡박물관 홈페이지 참조

## 같이 보기
- 떡
- 한국 요리
- 한국민속촌
- 서울특별시의 박물관과 미술관 목록